# Стишов, Максим Владимирович
Максим Владимирович Стишов (род. 29 августа 1968, Москва) — российский сценарист и прозаик, продюсер.

## Биография
С 1984 по 1986 год был актёром театра-студии «У Никитских ворот». Тогда же начал писать в разных жанрах, первой публикацией стала журналистская заметка в газете «Московский комсомолец» (1984). Печатался в «Литературной газете», «Огоньке», «Советском экране», «Независимой газете». В 1990 году в журнале «Грани» вышла повесть «Окончательные итоги».
В 1990 году окончил сценарный факультет ВГИКа (мастерская О. А. Агишева, В. В. Туляковой).
С 1992 по 1996 год принимал участие в работе над первым российским сериалом «Мелочи жизни» и другими сериалами, писал для телевизионной программы «ОБА-НА».
В 1998 году сочинил сценарий фильма «Затворник» по мотивам своей повести «Фанатик» (режиссёр фильма Егор Кончаловский).
В 2000-х годах начал работать как продюсер.
В 2002 г. за вклад в развитие адвокатуры и повышение роли престижа адвокатской деятельности награждён Золотой медалью имени Ф. Н. Плевако как создатель сериала «Линия защиты».
С 2002 по 2007 год автор сценария и сопродюсер телесериала «Бальзаковский возраст, или все Мужики сво…».
В 2006 году получил приз VII Открытого российского фестиваля «Улыбнись, Россия!» за сценарий фильма «Большая любовь».
В 2010 г. решением Совета Федеральной палаты адвокатов Российской Федерации награждён медалью «За заслуги в защите прав и свобод граждан» I степени, за создание сериала «Адвокат».
В 2010 году вышла книга рассказов «Белый мавр», по которой в 2012 году был снят фильм «Белый мавр, или Интимные истории о моих соседях» (режиссёр фильма Дмитрий Фикс), ставший участником программы основного конкурса XXIII Открытого российского кинофестиваля «Кинотавр».

## Семья
- Мать — кинокритик Елена Стишова.
- Отец Владимир Шагаль, востоковед.
- Жена — Агния Галесник, сценаристка.
  - Дочь — Анна (род. 1995).
- Сестра — Мария Стишова, врач.

## Фильмография

### Сценарист
- 2013 «Бальзаковский возраст, или Все мужики сво… 5 лет спустя» (телевизионный фильм)
- 2012 «Белый мавр, или Интимные истории о моих соседях» (художественный фильм)
- 2007 «Бальзаковский возраст, или Все мужики сво…»- 3 (сериал)
- 2006 «Большая любовь» (художественный фильм)
- 2005 «Бальзаковский возраст, или Все мужики сво…»- 2 (сериал)
- 2005 «Адвокат»-2 сезон (сериал)
- 2004 «Нелегал» из серии «Шпионские игры» (телевизионный фильм)
- 2004 «The Iris Effect» Россия- США (художественный фильм)
- 2004 «Таксист: Крутые повороты» (сериал)
- 2004 «Второй фронт» (художественный фильм)
- 2003 «Моя родня» (сериал)
- 2002 «Бальзаковский возраст, или Все мужики сво…» — 1 (сериал)
- 2002 «Времена не выбирают» (сериал)
- 2002 «Линия защиты» (сериал)
- 2001 «Граница. Таёжный роман» (сериал)
- 2000 «Затворник» (художественный фильм)
- 2000 «Хорошие и плохие» (художественный фильм)
- 2000 «С новым счастьем!» — 2 (сериал)
- 1999 «С новым счастьем!» (сериал)
- 1998 «Самозванцы» (сериал)
- 1992 «Мелочи жизни» (сериал)
- 1992 «Мелодрама с покушением на убийство» (художественный фильм)

### Продюсер
- 2015 «Анка с Молдаванки» ( сериал)
- 2015 «Косатка» ( сериал)
- 2014 «Я больше не боюсь» ( сериал)
- 2013 «Человек ниоткуда» (сериал)
- 2013 «Бальзаковский возраст, или все мужики сво… 5 лет спустя» (телевизионный фильм)
- 2013 «Семейный детектив» — 2 сезон (сериал)
- 2012 «Белый мавр, или Интимные истории о моих соседях» (художественный фильм)
- 2012 «Братья» (сериал)
- 2012 «Шаповалов» (сериал)
- 2012 «Семейный детектив» (сериал)
- 2012 «Удиви меня» (телевизионный фильм)
- 2011 «Пыльная работа» (сериал)
- 2011 «По горячим следам» (сериал)
- 2011 «Адвокат» — 8 сезон (сериал)
- 2010 — «Седьмая жертва» (телевизионный художественный фильм)
- 2010 «Человек ниоткуда» (телевизионный фильм)
- 2010 «Сердце матери» (сериал)
- 2010 — «Преступление будет раскрыто» (телесериал, 2-й сезон)
- 2010 «Адвокат» — 7 сезон (сериал)
- 2009 «Откройте, милиция!» (сериал)
- 2009 «Адвокат» — 6 сезон (сериал)
- 2008 «Московский жиголо» (художественный фильм)
- 2008 «Адвокат» — 5 сезон (сериал)
- 2008 «Неидеальная женщина» (художественный фильм)
- 2007 «Бальзаковский возраст, или Все мужики сво…»- 3 (сериал)
- 2009 «Откройте, милиция!» (сериал)
- 2008 — «Преступление будет раскрыто» (телесериал, 1-й сезон)
- 2008 «Неидеальная женщина» (художественный фильм)
- 2007 «Адвокат»- 4 сезон (сериал)
- 2007 «Тринадцатый сектор» из серии «Шпионские игры» (телевизионный фильм)
- 2007 «Месть» из серии «Шпионские игры» (телевизионный фильм)
- 2006 «Адвокат»- 3 сезон (сериал)
- 2006 «Охота на черного волка» из серии «Шпионские игры» (телевизионный фильм)
- 2006 «Ловушка для Мудреца» из серии «Шпионские игры» (телевизионный фильм)
- 2005 «Адвокат»- 2 сезон (сериал)
- 2005 «Бальзаковский возраст, или Все мужики сво…» — 2 (сериал)
- 2004 «Бальзаковский возраст, или Все мужики сво..», Новогодний фильм: «Самый лучший праздник» (телевизионный фильм)
- 2004 «Нелегал» из серии «Шпионские игры» (телевизионный фильм)
- 2003 «Адвокат» — 1 сезон (сериал)
- 2003 «Моя родня» (сериал)
- 2002 «Бальзаковский возраст, или Все мужики сво…» — 1 (сериал)
- 2002 «Линия защиты» (сериал)